# 아테나 마누캰
아테나 마누캰(그리스어: Αθηνά Μανουκιάν, 아르메니아어: Աթենա Մանուկյան, 1994년 5월 22일 ~ )은 그리스, 아르메니아의 싱어송라이터이다. 유로비전 송 콘테스트 2020 아르메니아 대표 참가자로 내정되었으며, 참가가 예정되어 있던 곡은 "Chains on You"이다. 하지만 코로나19 범유행의 여파로 인해 대회가 취소되면서 참가가 무산되었다.